# Europarlamentari pentru România 2007

### A
- Roberta Alma Anastase Partidul Popular European
- Alexandru Athanasiu Grupul Socialist din Parlamentul European

### B
- Tiberiu Bărbulețiu Grupul Alianței Liberalilor și Democraților pentru Europa
- Daniela Buruiană-Aprodu Grupul Identitate, Tradiție, Suveranitate
- Cristian Silviu Bușoi Grupul Alianței Liberalilor și Democraților pentru Europa (din 24 aprilie 2007)[1]

### C
- Silvia Ciornei Grupul Alianței Liberalilor și Democraților pentru Europa
- Adrian-Mihai Cioroianu Grupul Alianței Liberalilor și Democraților pentru Europa
- Titus Corlățean Grupul Socialist din Parlamentul European
- Mircea Coșea Grupul Identitate, Tradiție, Suveranitate
- Corina Crețu Grupul Socialist din Parlamentul European
- Gabriela Crețu Grupul Socialist din Parlamentul European

### D
- Vasile Dîncu Grupul Socialist din Parlamentul European
- Cristian Dumitrescu Grupul Socialist din Parlamentul European

### G
- Ovidiu Victor Ganț Partidul Popular European

### H
- Eduard Raul Hellvig Grupul Alianței Liberalilor și Democraților pentru Europa

### I
- Monica Maria Iacob-Ridzi Partidul Popular European

### K
- Atilla Béla Ladislau Kelemen Partidul Popular European
- Sándor Konya-Hamar Partidul Popular European

### M
- Marian-Jean Marinescu Partidul Popular European
- Eugen Mihăescu Grupul Identitate, Tradiție, Suveranitate
- Dan Mihalache Grupul Socialist din Parlamentul European
- Viorica-Pompilia-Georgeta Moisuc Grupul Identitate, Tradiție, Suveranitate
- Alexandru-Ioan Morțun Grupul Alianței Liberalilor și Democraților pentru Europa

### P
- Ioan Mircea Pașcu Grupul Socialist din Parlamentul European
- Maria Petre Partidul Popular European
- Rovana Plumb Grupul Socialist din Parlamentul European (din 2 mai 2007)[2]
- Radu Podgorean Grupul Socialist din Parlamentul European
- Petre Popeangă Grupul Identitate, Tradiție, Suveranitate
- Vasile Pușcaș Grupul Socialist din Parlamentul European (din 9 martie 2007)[3]

### S
- Daciana Octavia Sârbu Grupul Socialist din Parlamentul European
- Adrian Severin Grupul Socialist din Parlamentul European
- Ovidiu Ioan Silaghi Grupul Alianței Liberalilor și Democraților pentru Europa
- Cristian Stănescu Grupul Identitate, Tradiție, Suveranitate
- Károly Ferenc Szabó Partidul Popular European

### Ș
- Gheorghe Vergil Șerbu Grupul Alianței Liberalilor și Democraților pentru Europa

### T
- Horia-Victor Toma Grupul Alianței Liberalilor și Democraților pentru Europa (din 24 aprilie 2007)[4]

### Ț
- Silvia-Adriana Țicău Grupul Socialist din Parlamentul European
- Radu Țîrle Partidul Popular European

### V
- Adina-Ioana Vălean Grupul Alianței Liberalilor și Democraților pentru Europa